# داميان فرناندو
داميان فرناندو (18 فبراير 1982 - ) (بالإيطالية: Damian Fernando)‏ هو لاعب كريكت سريلانكي وإيطالي.